# 빈사의 사자상

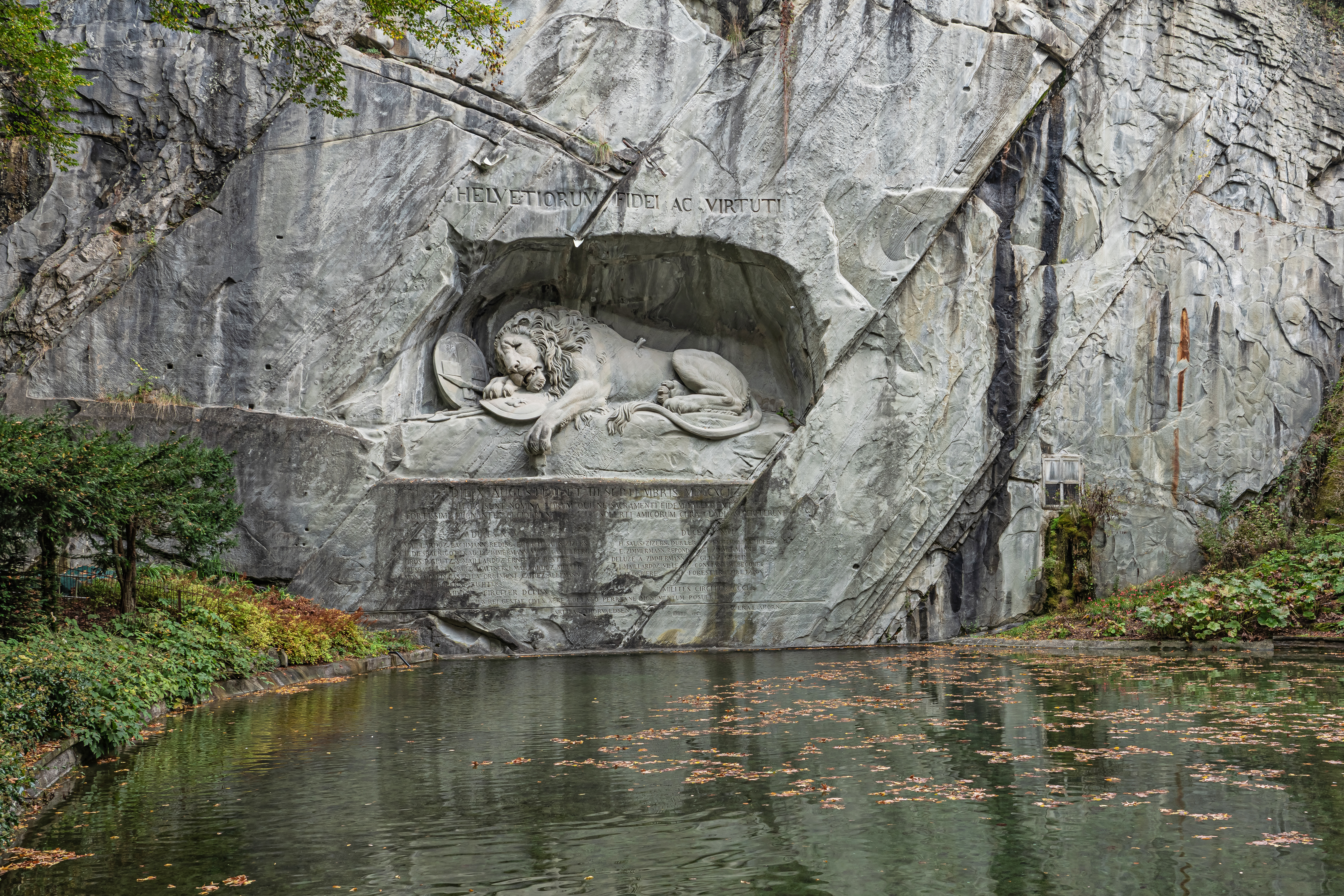
빈사의 사자상

빈사의 사자상(瀕死의 獅子像, 독일어: Löwendenkmal 뢰벤뎅크말[*])은 스위스 루체른에 있는 조각상이다. 덴마크의 조각가인 베르텔 토르발센이 설계하고 루카스 아호른이 조각했다. 프랑스 대혁명 당시 1792년 8월 10일 사건 때 튈르리 궁전을 사수하다 전멸한 라이슬로이퍼 장병들을 추모하기 위해 만들었다. 미국의 작가인 마크 트웨인은 이 조각상을 "세계에서 가장 감동적인 작품"이라고 극찬하였다.

## 배경
17세기 초반부터 스위스 근위병 연대가 프랑스 왕실의 일부로 자리를 잡았다. 1789년 10월 6일, 루이 16세는 가족들과 함께 베르사유 궁전에서 파리의 튈르리 궁전으로 이사해야 했다. 1791년 6월 루이는 왕당파 장교들이 지휘하는 군대가 밀집한 국경 근처의 몽메디로 도망치려 했다. 1792년 8월 10일 시민혁명군이 궁전을 습격했다. 왕실 가족들이 입법의회로 피신하기 위해 튈르리에서 호위를 받자, 자연스럽게 전투가 발발했다. 스위스 근위대는 탄약이 부족했고 수적으로 열세였다. 총격전이 시작된 지 30분 후에 국왕은 스위스 근위병에게 퇴각하고 병영으로 돌아가라는 서신을 남겼다. 전투 중간에 이 서신이 전달되었지만, 근위병들이 이미 더 이상 방어를 할 수 없는 상황에 놓인 이후였다.
튈르리를 지키던 스위스 근위대 760명이 전투 중에 죽거나 항복한 후 학살당했다. 약 200명의 사람들이 감옥에서 부상당한 채 죽거나 9월 학살로 사망했다. 튈르리에서 탈출한 약 100명의 스위스인을 제외하고, 연대의 유일한 생존자는 국왕의 허가를 받아 8월 10일 며칠 전에 노르망디로 곡물 수송대를 호위하기 위해 파견된 300명의 강력한 분견대였다. 비록 튈르리의 지휘관 카를 요제프 폰 바흐만 소령이 붉은 근위대 제복을 입은 채 9월에 정식으로 재판을 받고 단두대에 서게 되었지만, 생존한 두 명의 스위스 장교는 나폴레옹 휘하에서 고위  장교가 되었다.
반란에서 살아남은 프랑스 근위대와 해체된 스위스 전선군 병사들 중 약 350명은 이후 프랑스 제1공화국 혁명군에 입대했고, 다른 이들은 방데 전쟁에서 반혁명군에 합류했다. 1817년 스위스 연방 의회는 생존자 중 389명에게 충성과 명예(Treue und Ehre) 훈장을 수여했다.

## 기념

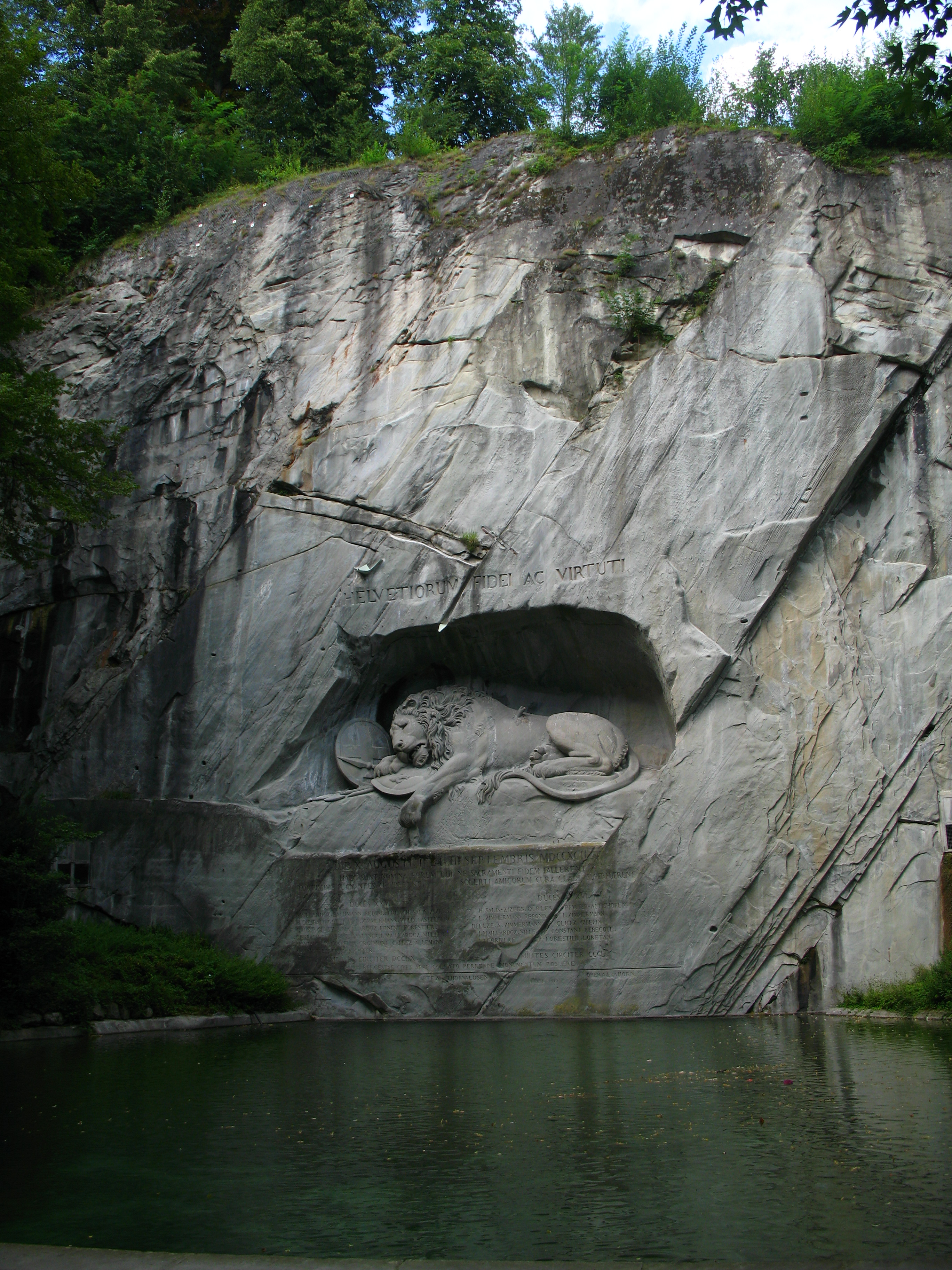
빈사의 사자상, 2007

기념비 건립은 전투 당시 루체른에서 휴가를 보내고 있던 근위대 장교 카를 파이퍼 폰 알티쇼펜이 주도했다. 그는 1818년에 모금을 시작했으며, 이 기념비 설립은 유럽 왕실의 자금 지원을 받았다. 이 사자상은 덴마크 조각가 베르텔 토르발센이 설계했고 1820년부터 1821년까지 루체른 근처의 사암 채석장에서 석공 루카스 아호른(Lukas Ahorn)이 조각했다. 조각을 만들 당시 일부에서는 외국 군주를 위해 죽어간 스위스 시민들을 위한 기념비가 세워지고 있다는 사실을 불쾌해 했고, 스위스 자유주의자들은 이에 항의하기 위해 사자발 중 하나를 잘라내려고 계획하기도 했다.

프랑스 왕실의 상징, 플레르 드 리(백합)

이 기념물은 “스위스의 충성과 용맹”(Helvetiorum Fidei ac Virtuti)을 기리는 것이다. 절벽 안쪽 면에 새겨진 이 비석은 길이가 10m, 높이가 6m이다. 창에 찔려 죽어가는 사자는 프랑스 왕실의 플뢰르 드 리(fleur-de-lis, 백합)이 새겨진 방패를 덮고 있으며, 그 옆에는 스위스의 국장이 새겨진 방패가 있다. 조각상 아래에는 장교들의 이름과 전사자(DCCLX = 760)와 생존자(CCCL = 350)의 대략적인 숫자가 적혀 있다.
1894년, 토마스 M. 브래디(1849–1907)는 조지아주 애틀랜타 오클랜드 묘지에 아틀란타의 사자(Lion of Atlanta)에 이 포즈를 오마쥬했다. 1851년, 슬로베니아 프레델 근교의 프레델 요새에서 전사자를 추모하기 위해 사자의 자세를 모사한 것이다. 방패 위에 있는 사자의 자세는 이탈리아 우디네도 말보르게토 발브루나 33010 말보르게토 헨젤 요새 근처의 '프리드리히 헨젤에게 봉헌하는 기념비'에도 있다.

## 마크 트웨인
| “ | 사자가 낮은 절벽의 수직면 소굴에 누워있다. 사자가 절벽의 살아있는 바위로 조각되었기 때문이다. 몸집도 크고 태도도 고상하다. 사자는 고개를 숙였고, 부러진 창이 어깨에 꽂혀 있다. 사자가 지키는 발은 프랑스의 백합 위에 놓여있다. 덩굴이 낭떠러지를 타고 내려와 바람에 흔들리는데 위에서 맑은 시냇물이 흘러 밑동 연못으로 흘러들고, 연못의 매끄러운 수면에는 백합꽃 사이로 사자가 비친다. 주변에는 푸른 나무와 풀이 있다. 그곳은 소음과 동요와 혼란으로부터 멀리 떨어진, 보호되고, 조용한 삼림 구릉지이다. 이 모든 것이 적합하여 사자는 그런 곳에서 죽으려 하지, 화려한 철제 난간으로 둘러싸인 공공 광장의 화강암 받침대 위에서는 죽지 않기 때문이다. 루체른의 사자는 어디에서도 인상적일 수 있지만, 그가 있는 곳만큼 인상적인 곳은 없다. | ” |
|   | — 마크 트웨인 〈방랑기〉(A Tramp Abroad, 1880 |   |